# Route nationale 421
Die Route nationale 421, kurz N 421 oder RN 421, war eine französische Nationalstraße.
Diese Straßennummer wurde 1933 in das Nationalstraßennetz aufgenommen. Die Straße stellte eine Verbindung von Saverne mit Brumath bis zum Jahr 1973 dar. Ihre Länge betrug 27,5 Kilometer. Die Nationalstraße verlief mit maximal 2 km Abstand parallel zum Canal de la Marne au Rhin, den sie auch einmal querte.
Von 1987 bis 2006 wurde die Nummer für die westliche Umgehungsstraße von Douai im Département Nord nochmal verwendet. Diese Straße trägt heute die Nummer D 621.
Während der Besetzung Frankreichs während des Zweiten Weltkrieges war die N 421 Teil der Reichsstraße 329.